# اکسوترمورین
اکسوترمورین (انگلیسی: Oxotremorine) دارویی است که به عنوان آگونیست انتخابی گیرنده موسکارینی استیل کولین عمل می‌کند.
اکسوترمورین ایجاد آتاکسی، لرزش و اسپاستیسیته، شبیه به علائمی که در پارکینسونیسم دیده می‌شود، می‌کند، و بنابراین به یک ابزار پژوهشی در مطالعات تجربی با هدف تعیین داروهای موثرتر ضد پارکینسون تبدیل شده است.
اکسوترمورین همچنین اثرات ضد روان پریشی ایجاد می‌کند